# Alameda (Nuovo Messico)
Alameda è una comunità non incorporata degli Stati Uniti d'America della contea di Bernalillo nello Stato del Nuovo Messico.